# Cylloceria mexicana
Cylloceria mexicana là một loài tò vò trong họ Ichneumonidae.